# روخلوو
روخلوو (به چکی: Rochlov) یک منطقهٔ مسکونی در جمهوری چک است که در ناحیه پلزن-شمالی واقع شده‌است. روخلوو ۴٫۶ کیلومتر مربع مساحت و ۲۴۳ نفر جمعیت دارد و ۳۸۵ متر بالاتر از سطح دریا واقع شده‌است.